# هوارد إيميت روجرز
هوارد إيميت روجرز (بالإنجليزية: Howard Emmett Rogers)‏ هو كاتب سيناريو أمريكي، ولد في 13 يوليو 1890 في نيويورك في الولايات المتحدة، وتوفي في 16 أغسطس 1971 في هوليوود في الولايات المتحدة.

## وصلات خارجية
- هوارد إيميت روجرز على موقع IMDb (الإنجليزية)
- هوارد إيميت روجرز على موقع قاعدة بيانات برودواي على الإنترنت (الإنجليزية)
- هوارد إيميت روجرز على موقع قاعدة بيانات برودواي على الإنترنت (الإنجليزية)
- هوارد إيميت روجرز على موقع قاعدة بيانات الفيلم (الإنجليزية)